# Velký záhumenní rybník
Velký záhumenní rybník je velký rybník o rozloze 8,3 ha vody a 8,41 ha celkem, zhruba obdélníkovitého tvaru, nalézající se na Jabkenickém potoce na severním okraji obce Charvatce v okrese Mladá Boleslav. Je zakreslen již na mapovém listě č. 76 z I. vojenského mapování z let 1764–1783. V roce 2019 probíhala jeho revitalizace a odbahnění. Pod hrází rybníka se nalézají sádka.
Rybník je využíván pro chov ryb.

## Galerie

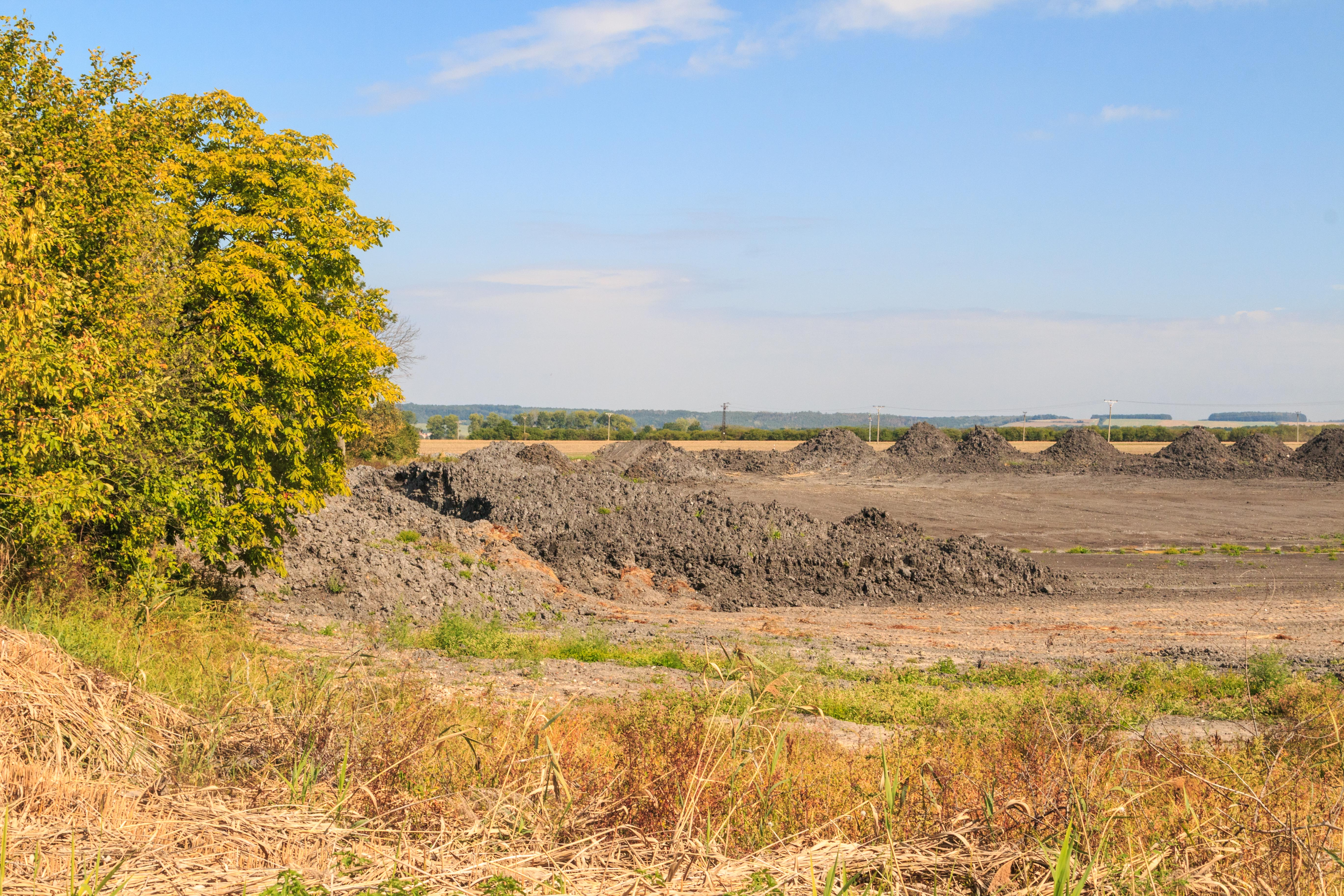
Pohled na odbahňovaný Velký záhumenní rybník
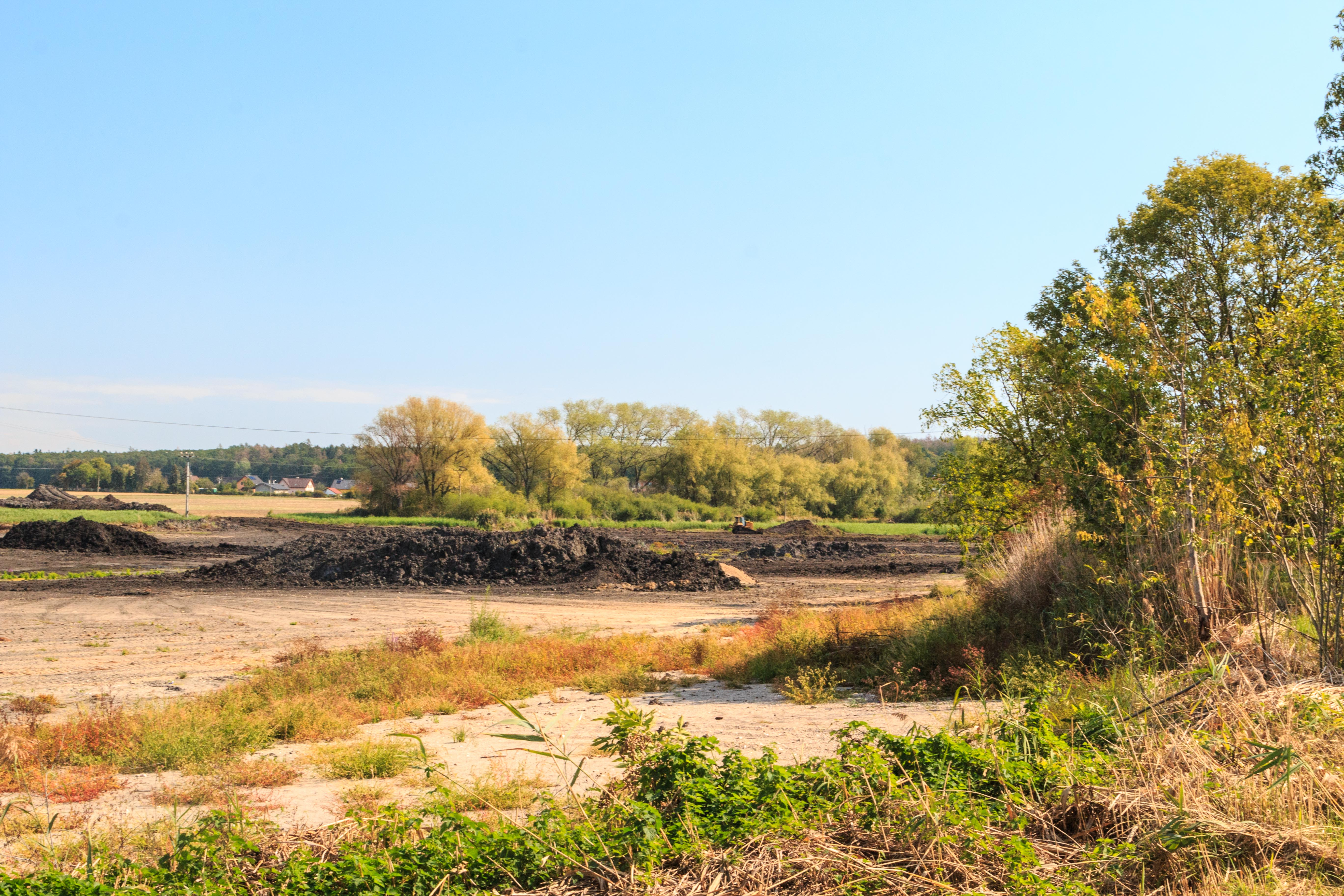
Pohled na odbahňovaný Velký záhumenní rybník
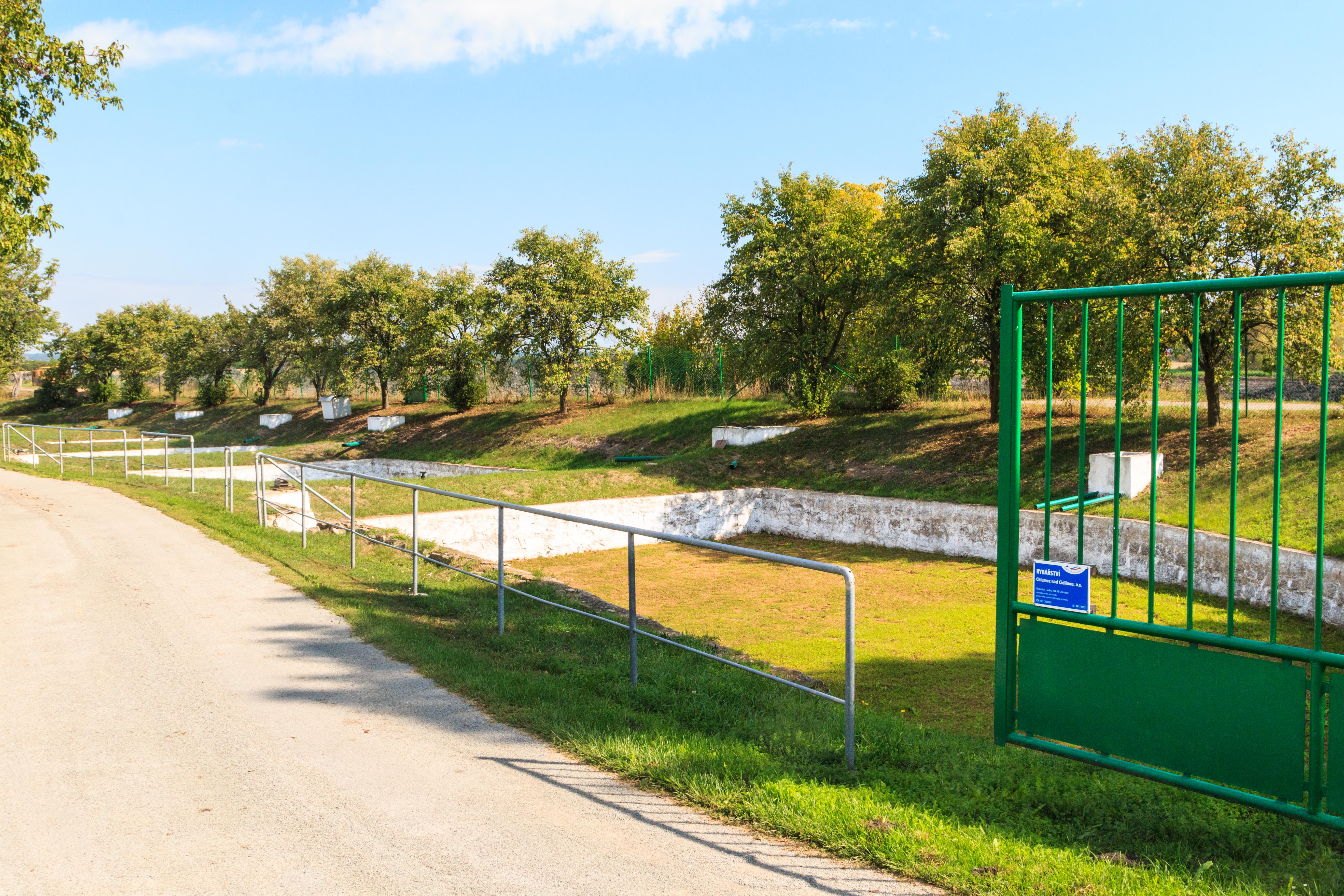
Sádka pod Velkým záhumenním rybníkem